# Sootoro
Les Forces de protection de Gozarto (syriaque:ܚܝܠܘ̈ܬܐ ܕܣܘܬܪܐ ܕܓܙܪܬܐ arabe : سوتورو) et Sootoro (syriaque:ܣܘܬܪܐ) sont des groupes armés assyriens unis en une seule organisation régionale basée à Qamishli, dans le gouvernorat d'Al-Hasakah , en Syrie composé de membres du communautés locales d'origine assyrienne et certaines communautés arméniennes, fondées après le déclenchement de la guerre civile syrienne qui a commencé en 2011. Sootoro prétend être affilié au Comité de paix civile pour les syriaques orthodoxes. Le Sootoro de Qamishli est aligné sur le gouvernement baasiste de Bachar al-Assad.